# کوسو
کوسو شهری در شهرستان سانابا در استان بانوا در بورکینافاسوی غربی است و جمعیت آن ۴۳۵ نفر است.